# ჷ
Das Šva (ჷ) ist ein Buchstabe des georgischen Alphabets, der heute nur noch im Mingrelischen und Swanischen verwendet wird. Der Buchstabe stellt den Laut [⁠ə⁠] dar.
Im Mchedruli-Alphabet wird nur noch das ჷ verwendet. Im historischen Chutsuri-Alphabet gab es noch den Großbuchstaben Ⴧ; das kleingeschriebene Pendant dazu war das ⴧ.
Es war keinem Zahlenwert zugeordnet.

## Zeichenkodierung
Das Šva ist in Unicode an den Codepunkten U+10F7 (Mchedruli) bzw. U+10C7 (Chutsuri-Großbuchstabe) und U+2D27 (Chutsuri-Kleinbuchstabe) zu finden.